# Campeonato de Fútbol de Nueva Zelanda 2004-05
El Campeonato de Fútbol de Nueva Zelanda 2004-05 (New Zealand Football Championship 2004/05 en inglés) fue la primera edición del máximo torneo futbolístico de Nueva Zelanda que remplazó a la National League, disputada entre 1970 y 2003. Fue organizado por la Asociación de Fútbol de Nueva Zelanda y participaron 8 equipos.
El equipo ganador de la primera edición fue el Auckland City por 3-2 sobre el Waitakere United. Este fue el primer título de este club en el certamen y significó la clasificación para el Campeonato de Clubes de Oceanía 2005.

## Equipos
Todos los clubes clasificados:
| Equipo              | Ciudad           |
| ------------------- | ---------------- |
| Auckland City       | Auckland         |
| Canterbury United   | Christchurch     |
| Napier City Rovers  | Napier           |
| Otago United        | Dunedin          |
| Team Wellington     | Wellington       |
| Waikato FC          | Hamilton         |
| Waitakere United    | Auckland         |
| YoungHeart Manawatu | Palmerston North |

## Tabla general
| Posición              | Equipo              | PJ | PG | PP | PE | GF | GC | GD  | Puntos |
| --------------------- | ------------------- | -- | -- | -- | -- | -- | -- | --- | ------ |
| 1                     | Auckland City       | 21 | 14 | 4  | 3  | 53 | 24 | +29 | 46     |
| 2                     | Waitakere United    | 21 | 12 | 4  | 5  | 39 | 19 | +20 | 40     |
| 3                     | Waikato FC          | 21 | 9  | 4  | 8  | 27 | 25 | +2  | 31     |
| 4                     | Canterbury United   | 21 | 7  | 6  | 8  | 31 | 38 | −7  | 27     |
| 5                     | Napier City Rovers  | 21 | 7  | 5  | 9  | 39 | 48 | −9  | 26     |
| 6                     | Team Wellington     | 21 | 5  | 8  | 8  | 35 | 40 | −5  | 23     |
| 7                     | Otago United        | 21 | 5  | 5  | 11 | 26 | 46 | −20 | 20     |
| 8                     | YoungHeart Manawatu | 21 | 4  | 6  | 11 | 26 | 36 | −10 | 18     |
| Estadísticas finales. |                     |    |    |    |    |    |    |     |        |

 PJ = Partidos jugados; PG = Partidos ganados; PP = Partidos perdidos; PE = Partidos empatados;
GF = Goles a favor; GC = Goles en contra; GD = Goles de diferencia
| \| \| Equipo clasificado a los playoffs \| |                                   |
|                                            | Equipo clasificado a los playoffs |

## Temporada regular
Todos los partidos disputados de la temporada:

### Ronda 1
| 15 de octubre de 2004 | Napier City Rovers | 1 – 3 | Auckland City                                             |  |  |
|                       | David Gearey 20'   |       | Jonathon Perry 36' - Neil Sykes 56' - Heath McCormack 66' |  |  |

| 17 de octubre de 2004 | Waitakere United                | 2 – 0 | Otago United |  |  |
|                       | Stu Hogg 17' - Keryn Jordan 53' |       |              |  |  |

| 17 de octubre de 2004 | Team Wellington                          | 2 – 2 | Canterbury United                  |  |  |
|                       | Graham Little 48' - Michael Woodside 58' |       | Ben Sigmund 24' - Justin Lucas 44' |  |  |

| 17 de octubre de 2004 | YoungHeart Manawatu | 0 – 4 | Waikato FC                                                              |  |  |
|                       |                     |       | Colin Gardyne 25' - Che Bunce 29' - Sam Wilkinson 70' - Garry Board 85' |  |  |

### Ronda 2
| 22 de octubre de 2004 | Team Wellington  | 1 – 4 | Waitakere United                                           |  |  |
|                       | Bryan Little 35' |       | 19, 62' Keryn Jordan · 22' Stuart Hogg · 31' Chris Jackson |  |  |

| 23 de octubre de 2004 | Local | 0 – 0 | Visita |  |  |

| 23 de octubre de 2004 | Canterbury United | 0 – 0 | YoungHeart Manawatu |  |  |

| 23 de octubre de 2004 | Otago United                                                | 3 – 3 | Napier City Rovers                                        |  |  |
|                       | Jakub Sinkora 8' · Blair Scoullar 28' · Croyden Wheeler 53' |       | 33' Jason Hayne · 78' (p.p.) T. Boylan · 82' Chris McIvor |  |  |

### Ronda 3
| 25 de octubre de 2004 | Auckland City                                                                                 | 5 – 1 | Team Wellington  |  |  |
|                       | Liam Mulrooney 20, 67' · Paul Urlovic 48' · Grant Young 53' (Penalti) · Ricki van Steeden 60' |       | 1' Graham Little |  |  |

| 25 de octubre de 2004 | Canterbury United                                   | 3 – 0 | Napier City Rovers |  |  |
|                       | Jamie Smith 36' - Glen Collins 64' - Ben Hughes 87' |       |                    |  |  |

| 25 de octubre de 2004 | Otago United          | 2 – 1 | YoungHeart Manawatu |  |  |
|                       | Blair Scoullar 3, 67' |       | 80' Michael Sands   |  |  |

| 25 de octubre de 2004 | Waikato FC | 0 – 3 | Waitakere United                           |  |  |
|                       |            |       | 67, 72' Keryn Jordan · 78' Jeremy Christie |  |  |

### Ronda 4
| 29 de octubre de 2004 | Team Wellington        | 2 – 2 | Otago United        |  |  |
|                       | Graham Little 38', 85' |       | 69', 90' James Webb |  |  |

| 30 de octubre de 2004 | Waikato FC     | 1 – 2 | Canterbury United                  |  |  |
|                       | Adam Crump 83' |       | 56' Jamie Smith · 60' Glen Collins |  |  |

| 31 de octubre de 2004 | Waitakere United                                                          | 3 – 0 | Napier City Rovers |  |  |
|                       | Keryn Jordan 32' (Penalti) · Paul Bunbury 58' · Stuart Hogg 85' (Penalti) |       |                    |  |  |

| 31 de octubre de 2004 | YoungHeart Manawatu                     | 2 – 2 | Auckland City                         |  |  |
|                       | Luiz del Monte 48' · Peter Halstead 70' |       | 20' Paul Urlovic · 60' Liam Mulrooney |  |  |

### Ronda 5
| 5 de noviembre de 2004 | Local               | 2 – 3 | YoungHeart Manawatu                                     |  |  |
|                        | Leon Birnie 72, 83' |       | 51' Luiz del Monte · 58' Daniel Aliaga · 62' Stu Riddle |  |  |

| 6 de noviembre de 2004 | Auckland City | 0 – 1 | Otago United          |  |  |
|                        |               |       | 80' Jean-Victor Maleb |  |  |

| 6 de noviembre de 2004 | Waikato FC                           | 3 – 2 | Team Wellington                     |  |  |
|                        | Adam Crump 12' · Brett Derry 17, 30' |       | 35' Rupert Ryan · 73' Graham Little |  |  |

| 7 de noviembre de 2004 | Canterbury United | 0 – 0 | Waitakere United |  |  |

### Ronda 6
| 12 de noviembre de 2004 | Napier City Rovers                   | 2 – 2 | Team Wellington                  |  |  |
|                         | Chris McIvor 17' · Devon Prescod 26' |       | 88' Andy Hedge · 90' Geoff Brown |  |  |

| 12 de noviembre de 2004 | YoungHeart Manawatu | 1 – 2 | Waitakere United                      |  |  |
|                         | Peter Halstead 39'  |       | 52' Hiroaki Tanaka · 79' Keryn Jordan |  |  |

| 13 de noviembre de 2004 | Auckland City                                              | 5 – 0 | Canterbury United |  |  |
|                         | Paul Urlovic 6' · Grant Young 40, 50, 70' · Neil Sykes 43' |       |                   |  |  |

| 14 de noviembre de 2004 | Otago United           | 2 – 1 | Waikato FC     |  |  |
|                         | 12' · Terry Boylan 75' |       | 82' Nathan Fry |  |  |

### Ronda 7
| 19 de noviembre de 2004 | Team Wellington | 1 – 2 | YoungHeart Manawatu                   |  |  |
|                         | Daniel Keat 70' |       | 1' Peter Halstead · 9' Luiz del Monte |  |  |

| 20 de noviembre de 2004 | Waikato FC | 0 – 2 | Napier City Rovers                 |  |  |
|                         |            |       | 39' Leone Birnie · 60' Jason Hayne |  |  |

| 21 de noviembre de 2004 | Waitakere United | 1 – 3 | Auckland City                            |  |  |
|                         | Keryn Jordan 37' |       | 6, 40' Paul Urlovic · 20' Liam Mulrooney |  |  |

| 21 de noviembre de 2004 | Canterbury United | 1 – 5 | Otago United                                    |  |  |
|                         | Blair Scadden 79' |       | 21, 54, 82' Blair Scoullar · 49, 70' James Webb |  |  |

### Ronda 8
| 26 de noviembre de 2004 | YoungHeart Manawatu                                                          | 4 – 1 | Napier City Rovers |  |  |
|                         | Yuki Tomamatu 41' · Peter Halstead 42' · Luiz del Monte 65' · Mark Tesar 82' |       | 70' David Gearey   |  |  |

| 27 de noviembre de 2004 | Waikato FC        | 1 – 2 | Canterbury United                   |  |  |
|                         | Sam Wilkinson 42' |       | 14' Blair Scadden · 66' Jamie Smith |  |  |

| 27 de noviembre de 2004 | Waitakere United | 1 – 1 | Team Wellington   |  |  |
|                         | Keryn Jordan 58' |       | 48' Graham Little |  |  |

| 28 de noviembre de 2004 | Otago United | 0 – 3 | Auckland City                                          |  |  |
|                         |              |       | 26' Paul Vodanovic · 80' Neil Sykes · 90' Paul Urlovic |  |  |

### Ronda 9
| 3 de diciembre de 2004 | Napier City Rovers | 0 – 0 | Waitakere United |  |  |

| 3 de diciembre de 2004 | YoungHeart Manawatu | 1 – 2 | Team Wellington      |  |  |
|                        | Peter Halstead 30'  |       | 32, 70' Bryan Little |  |  |

| 4 de diciembre de 2004 | Waikato FC | 0 – 2 | Otago United                         |  |  |
|                        |            |       | 71' Nathan Strom · 83' Jakub Sinkora |  |  |

| 5 de diciembre de 2004 | Canterbury United | 1 – 1 | Auckland City   |  |  |
|                        | Nathan Knox 37'   |       | 49' Grant Young |  |  |

### Ronda 10
| 11 de diciembre de 2004 | Auckland City   | 1 – 0 | Waitakere United |  |  |
|                         | Grant Young 58' |       |                  |  |  |

| 12 de diciembre de 2004 | Otago United       | 1 – 1 | YoungHeart Manawatu |  |  |
|                         | Blair Scoullar 44' |       | 87' Paul Dirou      |  |  |

| 12 de diciembre de 2004 | Team Wellington | 0 – 0 | Waikato FC |  |  |

| 12 de diciembre de 2004 | Canterbury United                                   | 3 – 1 | Napier City Rovers |  |  |
|                         | Dan Terris 48' · Nathan Knox 60' · Glen Collins 78' |       | 52' Hayden Beale   |  |  |

### Ronda 11
| 17 de diciembre de 2005 | Napier City Rovers                                    | 3 – 0 | Otago United |  |  |
|                         | Leon Birnie 18' · Hayden Beale 60' · Chris McIvor 90' |       |              |  |  |

| 17 de diciembre de 2005 | YoungHeart Manawatu | 0 – 1 | Waikato FC         |  |  |
|                         |                     |       | 31' Steve Callinan |  |  |

| 19 de diciembre de 2005 | Team Wellington | 1 – 4 | Auckland City                           |  |  |
|                         | 82'             |       | 3,40,83' Grant Young · 46' Chad Coombes |  |  |

| 19 de diciembre de 2005 | Waitakere United                                              | 5 – 2 | Canterbury United                  |  |  |
|                         | Keryn Jordan 16,17' · Hoani Edwards 31' · Allan Pearce 59,61' |       | 23' Justin Lucas · 45' Kris Bright |  |  |

### Ronda 12
| 4 de enero de 2005 | Canterbury United | 1 – 1 | YoungHeart Manawatu |  |  |
|                    | Stuart Kelly 78'  |       | 48' Sanjay Singh    |  |  |

| 4 de enero de 2005 | Otago United | 0 – 5 | Team Wellington                                               |  |  |
|                    |              |       | 15,43,47' Bryan Little · 61' David Johnston · 66' Daniel Keat |  |  |

| 4 de enero de 2005 | Napier City Rovers                                                    | 4 – 2 | Auckland City                            |  |  |
|                    | Jimmy Cudd 10' · Leon Birnie 29' · Jason Hayne 45' · Hayden Beale 53' |       | 50' Jonathan Smith · 65' Paul Vodanovich |  |  |

| 5 de enero de 2005 | Waitakere United    | 1 – 2 | Waikato FC                           |  |  |
|                    | Dean Tallentire 19' |       | 11' David Samson · 63' Colin Gardyne |  |  |

### Ronda 13
| 7 de enero de 2005 | Napier City Rovers                                       | 3 – 3 | Team Wellington                          |  |  |
|                    | Leon Birnie 14' · Jonathan Taylor 33' · Chris McIvor 45' |       | 59,76' Raf de Gregorio · 60' Mike Wilson |  |  |

| 8 de enero de 2005 | Auckland City    | 1 – 2 | Waikato FC                         |  |  |
|                    | Shane Pascoe 62' |       | 64' Brett Derry · 78' Brent Mayhew |  |  |

| 8 de enero de 2005 | Waitakere United    | 1 – 0 | YoungHeart Manawatu |  |  |
|                    | Jeremy Christie 57' |       |                     |  |  |

| 9 de enero de 2005 | Canterbury United                | 2 – 2 | Otago United                       |  |  |
|                    | Glen Collins 8' · Dan Terris 28' |       | 63' Adam Letts · 73' Jakub Sinkora |  |  |

### Ronda 14
| 14 de enero de 2005 | Team Wellington                        | 2 – 1 | Canterbury United   |  |  |
|                     | Graham Little 22' · David Johnston 37' |       | 51' James Reichwein |  |  |

| 14 de enero de 2005 | YoungHeart Manawatu | 1 – 2 | Auckland City                       |  |  |
|                     | Daniel Aliaga 46'   |       | 23' Paul Urlovic · 73' Chad Coombes |  |  |

| 16 de enero de 2005 | Otago United | 0 – 1 | Waitakere United  |  |  |
|                     |              |       | 47' Chris Jackson |  |  |

| 16 de enero de 2005 | Waikato FC                                             | 3 – 1 | Napier City Rovers |  |  |
|                     | Brett Derry 27' · David Samson 30' · Colin Gardyne 68' |       | 47' Leon Birnie    |  |  |

### Ronda 15
| 21 de enero de 2005 | Team Wellington                     | 2 –0 | Otago United |  |  |
|                     | Graham Little 34' · Rupert Ryan 47' |      |              |  |  |

| 21 de enero de 2005 | YoungHeart Manawatu | 0 – 1 | Canterbury United |  |  |
|                     |                     |       | 38' Jamie Smith   |  |  |

| 21 de enero de 2005 | Waikato FC                                          | 3 – 0 | Waitakere United |  |  |
|                     | Brent Mayhew 17' · Che Bunce 82' · David Samson 84' |       |                  |  |  |

| 21 de enero de 2005 | Auckland City        | 3 – 3 | Napier City Rovers                    |  |  |
|                     | Grant Young 8,57,90' |       | 22' Chris McIvor · 63,65' Leon Birnie |  |  |

### Ronda 16
| 23 de enero de 2005 | Waitakere United | 1 – 1 | Team Wellington |  |  |
|                     | Keryn Jordan 60' |       | 89' Geoff Brown |  |  |

| 24 de enero de 2005 | Napier City Rovers                                      | 4 – 3 | YoungHeart Manawatu                    |  |  |
|                     | Sam Jenkins 40' · Leon Birnie 44,85' · David Gearey 89' |       | 45' Adam Cowan · 69,90' Peter Halstead |  |  |

| 3 de febrero de 2005 | Canterbury United | 1 – 2 | Waikato FC                         |  |  |
|                      | Jeremy Brockie 7' |       | 22' Colin Gardyne · 42' Gary Board |  |  |

| 3 de febrero de 2005 | Otago United                              | 2 – 3 | Auckland City                                          |  |  |
|                      | Michael Eisenhut 28' · Blair Scoullar 75' |       | 2' Grant Young · 30' Jonathan Smith · 44' Paul Urlovic |  |  |

### Ronda 17
| 28 de enero de 2005 | YoungHeart Manawatu | 1 – 1 | Team Wellington     |  |  |
|                     | Luiz del Monte 40'  |       | 25' Raf de Gregorio |  |  |

| 1 de febrero de 2005 | Canterbury United | 0 – 3 | Auckland City                         |  |  |
|                      |                   |       | 13,29' Paul Urlovic · 49' Paul Seaman |  |  |

| 2 de febrero de 2005 | Otago United       | 1 – 1 | Waitakere United  |  |  |
|                      | Blair Scoullar 33' |       | 55' Colin Gardyne |  |  |

| 2 de febrero de 2005 | Waitakere United                                                            | 4 – 0 | Napier City Rovers |  |  |
|                      | Allan Pearce 15' · Gerard Davies 31' · Jake Butler 66' · Hiroaki Tanaka 85' |       |                    |  |  |

### Ronda 18
| 5 de febrero de 2005 | Auckland City                         | 2 – 1 | Team Wellington    |  |  |
|                      | Jonathan Smith 39' · Paul Urlovic 45' |       | 79' David Johnston |  |  |

| 5 de febrero de 2005 | Waikato FC | 0 – 0 | YoungHeart Manawatu |  |  |

| 6 de febrero de 2005 | Canterbury United | 0 – 1 | Waitakere United    |  |  |
|                      |                   |       | 44' Jeremy Christie |  |  |

| 6 de febrero de 2005 | Otago United | 0 – 2 | Napier City Rovers                 |  |  |
|                      |              |       | 63' Leon Birnie · 67' Chris McIvor |  |  |

### Ronda 19
| 11 de febrero de 2005 | YoungHeart Manawatu                                            | 4 – 1 | Otago United        |  |  |
|                       | Ian Sandbrook 49' · Peter Halstead 79,90' · Luiz del Monte 85' |       | 10' Croydon Wheeler |  |  |

| 11 de febrero de 2005 | Team Wellington                               | 3 – 0 | Waikato FC |  |  |
|                       | Daniel Keat 7' · ??? 31' · David Johnston 49' |       |            |  |  |

| 12 de febrero de 2005 | Auckland City                                                | 4 – 2 | Waitakere United                    |  |  |
|                       | Jonathan Smith 6,38' · James Pritchett 53' · Grant Young 58' |       | 62' Keryn Jordan · 90' Allan Pearce |  |  |

| 13 de febrero de 2005 | Napier City Rovers                               | 3 – 2 | Canterbury United                  |  |  |
|                       | Leon Birnie 2' · Nick Hyde 2' · Martin Akers 53' |       | 5' Jeff Fleming · 49' Glen Collins |  |  |

### Ronda 20
| 18 de febrero de 2005 | Team Wellington     | 1 – 4 | Napier City Rovers                                      |  |  |
|                       | Raf de Gregorio 80' |       | 43' Matt Adams · 45' David Gearey · 65,76' Chris McIvor |  |  |

| 18 de febrero de 2005 | Waikato FC | 0 – 2 | Auckland City      |  |  |
|                       |            |       | 7,71' Paul Urlovic |  |  |

| 20 de febrero de 2005 | Waitakere United                                          | 3 – 0 | YoungHeart Manawatu |  |  |
|                       | Jeremy Christie 23' · Allan Pearce 45' · Keryn Jordan 85' |       |                     |  |  |

| 20 de febrero de 2005 | Otago United                       | 2 – 5 | Canterbury United                                         |  |  |
|                       | Adam Letts 9' · Blair Scoullar 57' |       | 4,34' Justin Lucas · 48' Jamie Smith · 64,80' Nathan Knox |  |  |

### Ronda 21
| 25 de febrero de 2005 | Napier City Rovers | 0 – 3 | Waikato FC                                         |  |  |
|                       |                    |       | 65' Che Bunce · 75' Brett Derry · 86' Brent Mayhew |  |  |

| 26 de febrero de 2005 | Auckland City                                                              | 4 – 1 | YoungHeart Manawatu |  |  |
|                       | Paul Urlovic 51' · Grant Young 52' · Neil Sykes 85' · Riki van Steeden 89' |       | 45' Luiz del Monte  |  |  |

| 27 de febrero de 2005 | Canterbury United                  | 2 – 1 | Team Wellington     |  |  |
|                       | Jeff Fleming 9' · Glen Collins 20' |       | 81' Craig Henderson |  |  |

| 27 de febrero de 2005 | Waitakere United                                              | 4 – 0 | Otago United |  |  |
|                       | 34' · Chris Jackson 71' · Keryn Jordan 84' · Allan Pearce 89' |       |              |  |  |

## Finales

### Final preliminar
- Waitakere United 4 - 1 Waikato FC

### Final
- Auckland City 3 - 2 Waitakere United.[2]